# Pęczniew (gromada)
Pęczniew – dawna gromada, czyli najmniejsza jednostka podziału terytorialnego Polskiej Rzeczypospolitej Ludowej w latach 1954–1972.
Gromady, z gromadzkimi radami narodowymi (GRN) jako organami władzy najniższego stopnia na wsi, funkcjonowały od reformy reorganizującej administrację wiejską przeprowadzonej jesienią 1954 do momentu ich zniesienia z dniem 1 stycznia 1973, tym samym wypierając organizację gminną w latach 1954–1972.
Gromadę Pęczniew siedzibą GRN w Pęczniewie utworzono – jako jedną z 8759 gromad na obszarze Polski – w powiecie tureckim w woj. poznańskim, na mocy uchwały nr 39/54 WRN w Poznaniu z dnia 5 października 1954. W skład jednostki weszły obszary dotychczasowych gromad Kraczynki, Pęczniew, Popów, Przywidz, Rudniki i Wylazłów ze zniesionej gminy Pęczniew w tymże powiecie. Dla gromady ustalono 20 członków gromadzkiej rady narodowej.
1 stycznia 1956 gromada weszła w skład nowo utworzonego powiatu poddębickiego w woj. łódzkim.
31 grudnia 1959 do gromady Pęczniew przyłączono wieś Księża Wólka, wieś Łyszkowska Wólka, kolonię Wólka Smolna, wieś i kolonię Siedlątków Poduchowny, wieś Nerki i wieś Łyszkowice ze zniesionej gromady Siedlątków.
Gromada przetrwała do końca 1972 roku, czyli do kolejnej reformy gminnej. 1 stycznia 1973 – tym razem w powiecie poddębickim i woj. łódzkim – reaktywowano gminę Pęczniew.